# McIntosh (Flórida)
McIntosh é uma vila localizada no estado americano da Flórida, no condado de Marion. Foi incorporada em 1913.

## Geografia
De acordo com o United States Census Bureau, a vila tem uma área de 1,8 km², onde todos os 1,8 km² estão cobertos por terra.

### Localidades na vizinhança
O diagrama seguinte representa as localidades num raio de 32 km ao redor de McIntosh.

## Demografia
Segundo o censo nacional de 2010, a sua população é de 452 habitantes e sua densidade populacional é de 249,3 hab/km². É a localidade menos populosa do condado de Marion. Possui 285 residências, que resulta em uma densidade de 157,2 residências/km².